# Centro de Estudios Sociales de la Ciencia
El Centro de Estudios Sociales de la Ciencia (ESC) del Instituto Venezolano de Investigaciones Científicas (IVIC) fue fundado por el Dr. Marcel Roche con el nombre de Departamento de Estudio de la Ciencia en 1976. A lo largo de su historia, los investigadores asociados a este centro han contribuido al estudio del desarrollo de la ciencia en Venezuela, y su impacto en la sociedad venezolana.  
A finales de la década de 1960 los trabajos pioneros de la Dra. Olga Gasparini se enfoca en la sociología de la ciencia en Venezuela, pero posteriormente las líneas de investigación se diversifican. Hasta el 2016 se habían realizado un total de 90 proyectos de investigaciones que produjeron más de 500 publicaciones científicas. El tema más preponderante ha sido la institucionalización de la ciencia en Venezuela. En 1993 la Dra. Hebe Vessuri funda el postgrado de Estudios de la Ciencia del cual se han graduado 15 profesionales con Magister Scienciorum y 6 con título de doctorado hasta el 2016.
En la actualidad el centro cuenta con cuatro laboratorios: 
- Ecología Política
- Estudios Contemporáneos sobre Ciencia, Tecnología y  Sociedad
- Historia de la Ciencia y la Tecnología
- Informática Social en América Latina